# Johann Lorenz Julius von Gerstenberg

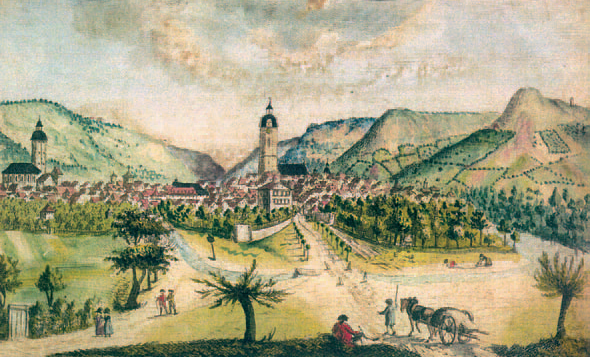
Jena von Süden, aquarellierte Zeichnung von J. L. J. von Gerstenberg um 1790

Johann Lorenz Julius von Gerstenberg oder Johann Lorenz Julius von Gerstenbergk (* 30. Mai 1749 in Buttstädt; † 1813) war ein deutscher Graphiker, der den Brand des Weimarer Stadtschlosses 1774 grafisch festhielt.

## Leben
Der in Buttstädt geborene von Gerstenberg war Philosoph und Topograph, Mathematiker und Architekt. In Veröffentlichungen bezeichnete sich von Gerstenberg als „der Weltweisheit Doktor und Professor zu Jena, der gesamten Herzogl. Sächs. Weimarischen Lande verpflichteten Geometer, Feld und Guether-Taxator, Strom- und Mühlbaumeister, wie auch der Herzogl. lateinischen und mineralogischen Sozietät zu Jena Mitglied“.
Gerstenberg war seit 1801 Professor in Jena. Nicht nur der erwähnte Schlossbrand in Weimar ist von ihm überliefert, sondern u. a. eine Schlossansicht von Jena u. a. von Süden her in Form einer kolorierten Zeichnung, die er um 1790 geschaffen hat. Gerstenberg hatte nach seinem Dienst in einem Weimarer Artilleriekorps die Technik der Wiedergabe der Höhenunterschiede durch Schraffur weiterentwickelt. Er promovierte 1758 in Jena. Auch Friedrich Justin Bertuch hatte von ihm profitiert. Das betraf insbesondere Bertuchs Geographisches Institut Weimar.